# Little Annie Rooney
Little Annie Rooney è una serie a fumetti a strisce giornaliere incentrata su una piccola orfana e il suo cane Zero.

## Storia editoriale
Esordì negli USA  distribuita sui giornali da King Features Syndicate dal 10 gennaio 1927, poco dopo che sul Chicago Tribune Syndicate aveva raggiunto un notevole successo una serie simile, Little Orphan Annie. Il nome si ispirava a una popolare canzone del 1889. Nonostante le forti analogie con la striscia precedente, l'impostazione era abbastanza originale e raggiunse un certo successo venendo pubblicata dal 10 gennaio 1927 al 10 aprile 1966. Gli autori della striscia nel corso degli anni furono Ed Verdier (1927-28), Ben Batsford (1930),  Nicholas Afonsky (1934-43), lo scrittore Brandon Walsh (1931-53) e Darrell McClure (1930-66). Gli assistenti di McClure erano Bob Dunn e Fran Matera.
Esiste un film omonimo con Mary Pickford nella parte di una ragazza dei bassifondi nel film drammatico di William Beaudine del 1925, Little Annie Rooney, ambientato nel Lower East Side di New York. Nel 1942 venne realizzato il film Miss Annie Rooney la cui sceneggiatura non è un adattamento del fumetto. Sia la canzone popolare del 1890 che il film muto del 1925 con Mary Pickford riguardavano ragazze chiamate Little Annie Rooney - e quando, nel 1932, lo studio di animazione di Max Fleischer realizzò un cortometraggio animato con quel titolo, era basato sulla canzone, e non sulla striscia.

## Trama
Annie è una piccola orfana che ha sempre accanto a lei un cane di nome Zero. Annie riesce a fuggire da un orfanotrofio gestito dalla crudele miss Meany.

## Influenza culturale
James Joyce cita il personaggio nel primo capitolo del suo romanzo Finnegans Wake: Arrah, sure, we all love little Anny Ruiny, or, we mean to say, love little Anna Rayiny, when unda her brella, mid piddle med puddle, she ninnygoes nannygoes nancing by.